# El Paso Corporation

Logo

El Paso Corporation war ein Unternehmen aus den Vereinigten Staaten mit Firmensitz in Houston, Texas. 2011 wurde die El Paso Corporation von Kinder Morgan übernommen.
Das Unternehmen war einer der größten Erdgasanbieter in Nordamerika.
1999 vergrößerte sich El Paso Corporation durch die Fusion mit dem Unternehmen Sonat aus Birmingham, Alabama um das Doppelte. 
El Paso Corporation besitzt ein Erdgaspipelinenetzwerk, das sich vom Atlantik bis zum Pazifik in den Vereinigten Staaten erstreckt. Zu dem Netzwerk gehören unter anderem die Unternehmen ANR Pipeline, Colorado Interstate Gas, El Paso Natural Gas, Southern Natural Gas und Tennessee Gas Pipeline. Zur El Paso Corporation gehören auch 50 Prozent der Unternehmen Great Lakes Transmission und Florida Gas Transmission.
El Paso Corporation beschäftigt rund 6.000 Mitarbeiter. Die Hauptstandorte des Unternehmens befinden sich in Houston, Texas, Birmingham, Alabama und Colorado Springs.
Das Unternehmen wurde 1928 durch Paul Kayser gegründet.